# 다마스쿠스
다마스쿠스(아랍어: دمشق 디마슈크[*] ['dimaʃq], 프랑스어: Damas 다마스[*], 문화어: 디마스끄)는 시리아의 수도이다. 아샴(아랍어: الشام)이라 불리기도 한다. 2007년 기준으로 인구는 약 167만명에 달한다.
현존하는 도시 중 역사가 가장 오래된 도시이기도 한 다마스쿠스는 이슬람 문화의 4대 도시 (메카, 메디나, 예루살렘, 다마스쿠스) 중의 하나이자 수많은 이슬람 학자들의 수련장이었으며, 십자군 원정 당시에는 이를 저지하는 전략적 요지로 역할하였다. 또한 메소포타미아와 이집트를 연결하는 대상 무역로, 아라비아 반도와의 통상로 등 교통의 중심지에 위치하고 있다. 대부분의 볼거리들은 바자르를 둘러싸고 있는 로마 시대의 성벽 안에 밀집해 있다. 눈앞에 높은 미나렛과 함께 우마야드 모스크와 유리로 천장을 만들어 올린 모스크, 로마 시대의 기둥들과 서문들 그리고 사도 파울로스의 눈을 치료했다는 아나니아의 교회 등이 길 사이에 뒤섞여 있다.

## 도시의 이름
도시의 정식 이름은 아랍어로 디마슈크 아샴(دمشق الشام, Dimashq ash-Sham)으로 불린다. 많은 사람들은 「디마쉿」으로 압축해 부르며, 다마스커스 시민이나 시리아 등 아랍권 사람들은 「앗샴」으로 부른다. 「앗샴」은 아랍어로 「북쪽」이라는 단어를 어원으로 갖는 말로 시리아(특히 역사적 시리아에 대해서)는 「비라드 앗샴」(북쪽 땅)이라고 불렀다. 영어 이름 「다마스커스」는 그리스어 Δαμασκός를 어원으로 하며, 라틴어를 거쳐 전해졌다. 이들은 곧 아랍 고어의 도시명으로써 다르메섹((דרמשק Darmeśeq, '봇물 대기 좋은 땅'이라는 뜻)에서 왔다. 그러나 아랍인이 이곳에 들어오기 전의 유적인 에블라 왕국 유적지에서 발굴된 점토판에서는 에블라 남쪽에 있는 마을을 「다마스키」라고 적고 있어, 다마스커스라는 이름의 기원은 아랍인 이전에 쓰였을 가능성이 있다.
다마스커스라는 지명이 처음 등장하는 문헌은 기원전 15세기의 이집트의 파라오 투트모세 3세가 남긴 지리 문헌에서 「T-m-ś-q」라고 읽는 문자가 있다. 「T-m-ś-q」의 어원은 명확하지 않지만, 아카드어로는 「디마슈카(Dimašqa)」、고대 이집트어로는 「T-ms-ḳw」, 고대 라틴어로는 「다마스쿠 Dammaśq　דמשק」, 성경에 기록된 히브리어에는 「다메섹(Dammeśeq, דמשק)」이라고 불리고 있다. 아카드어 발음은 기원전 14세기 아마르나 문서에 등장하는 아카드 어 문헌에서 나온다.
훗날의 아카드어에서의 철자는 「주거」를 의미하는 어간인 「dr」에 영향을 받은 「r」(레슈)가 들어가서 쿰란 문서에는 「다르메세쿠 Darmeśeq דרמשק」로, 시리아어에서는 「다르무스쿠(Darmsûq, ܕܪܡܣܘܩ)」가 되었다.

## 지리

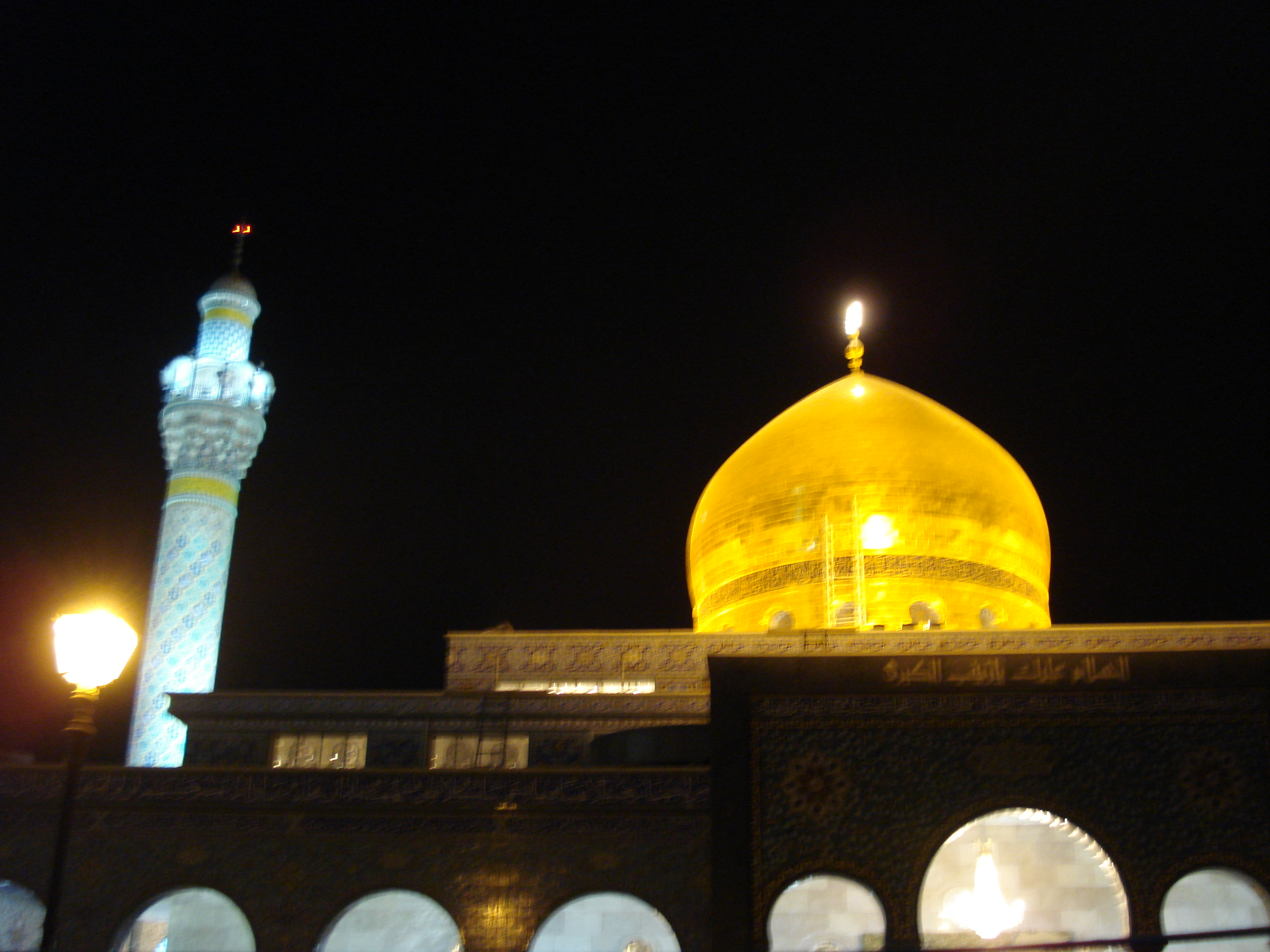
자이나즈 빈트 알리의 성소

다마스쿠스는 지중해에서 약 80km 내륙에 위치해 있고, 안티레바논 산맥이 바다와 도시를 서로 가로막고 있다. 도시는 안티레바논 산맥 기슭의 해발 680m의 고원 위에 있다. 다마스쿠스의 위치는 북위 33도 30분, 동경 36도 18분에 해당한다.
성벽으로 둘러싸인 고대 도시 다마스쿠스는 바라다 강의 바로 남안에 있다. 그 남동쪽, 북쪽, 북동쪽의 모퉁이에는 중세에 세워진 근교구역이 있다. 또한 남서쪽에는 미단, 북쪽과 북서쪽에 사르쟈와 아마라 등 각 지구가 있다. 이들 지구는 원래 도시에서 바깥으로 뻗은 도로변에 있었고 종교상으로도 중요한 묘소 근처를 따라 생겨난 것이었다. 동쪽에는 구타(الغوطة)라 불리는 바라다 강 등의 내륙 하천을 따라 생겨난 숲이나 논밭이 모인 커다란 오아시스가 있어, 이것이 에덴동산의 모델이 되었다고도 한다.
19세기에 옛 시가를 북서쪽에서 내려다볼 수 있는 쟈바르 콰시운(콰시운 산, 구약성서 창세기에 등장하는 카인이 동생 아벨을 살해했다고 전하는 장소)의 경사면 위에 근교 농촌이 개발되었다. 그 가까운 곳에는 이븐 아라비의 영묘 주위로 사리히 지구가 세워져 있다. 이들 새로운 지역은 일찍이 쿠르드인 군인들이나 오스만 제국의 유럽 지역(크리스천들이 제압된 지역)에서 무슬림 난민들이 들어와 살았던 곳으로 「아크라드」(쿠르드인)나 「무하지린」(이민)으로 불리며, 옛 시가에서 2~3km 북쪽에 있다.

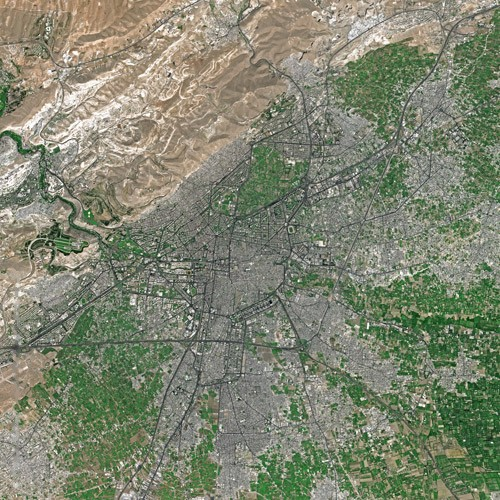
다마스쿠스의 위성 사진. 다마스쿠스는 주변이 푸른 오아시스로 둘러싸여 있다.

19세기 후반부터 서구적인 행정 ・ 상업의 중심이 옛 시가 서쪽의 바라다 강 주변, 「마르제」(목초지라는 뜻)라 불리는 곳을 중심으로 발생하였다. 마르제는 이후 근대 다마스쿠스의 중심이 된 시청 앞 광장의 이름(마르제 광장)의 유래이기도 하다. 재판소, 우편국, 아나톨리아나 헤자즈로 통하는 헤자즈 역이, 조금 남쪽의 높은 장소에 지어졌다. 유럽화된 주택가는 마르제 광장과 사리히야 지구 사이를 잇는 도로 가에 세워지기 시작하였다. 신시가지의 상업과 행정은 차츰 그 방향으로 북쪽으로 이동하기 시작하였다.
20세기에 들어 보다 새로운 교외가 바라다 강의 북쪽에 개발되어, 옛 시가지 남쪽에도 넓은 구타 오아시스를 침식해 들어가기 시작하였다. 1955년부터 새로운 도시 구역 야르무크가 팔레스타인 난민 수만 명의 난민 캠프가 되었다. 프랑스인 미셸 에코샤르나 일본인 혼슈야 교지(番匠谷尭二) 같은 다마스쿠스의 도시계획자들은 남쪽의 구타 숲을 가능한 남겨두고자 했기 때문에 20세기 후반에는 주로 개발은 도시 북부 및 서부의 멧제 지구, 최근에는 바라다 강이 앞으로 흐르는 북서부 둔마르 골짜기에, 북동부의 벨제 산줄기의 경사면을 따라 이루어졌다. 경제적으로 낙후된 지역은 공식적인 허가 없이 지어진 것으로 대부분 옛 시가지 남쪽에 몰려 있다.
다마스쿠스는 오아시스에 둘러싸여 있다. 구타 오아시스의 숲은 바라다 강으로부터 물을 공급받고 있다. 바라다 강가를 따라 서쪽으로 가면 있는 피제 샘은 다마스쿠스 시의 중요한 음료수를 제공하고 있다. 구타 오아시스는 다마스쿠스의 급속한 주택화와 산업화로 차츰 면적이 줄고, 거리의 교통, 산업, 쓰레기 때문에 오염되고 있다.

### 기후
1981〜2010년까지의 평년치에 따르면 1월 평균 기온은 6도, 7월 평균 기온은 27도, 연평균 기온은 16.7도, 연 강수량은 176.1mm이다.
| 다마스쿠스 (다마스쿠스 국제공항, 1991년~2020년)의 기후   | 다마스쿠스 (다마스쿠스 국제공항, 1991년~2020년)의 기후 | 다마스쿠스 (다마스쿠스 국제공항, 1991년~2020년)의 기후 | 다마스쿠스 (다마스쿠스 국제공항, 1991년~2020년)의 기후 | 다마스쿠스 (다마스쿠스 국제공항, 1991년~2020년)의 기후 | 다마스쿠스 (다마스쿠스 국제공항, 1991년~2020년)의 기후 | 다마스쿠스 (다마스쿠스 국제공항, 1991년~2020년)의 기후 | 다마스쿠스 (다마스쿠스 국제공항, 1991년~2020년)의 기후 | 다마스쿠스 (다마스쿠스 국제공항, 1991년~2020년)의 기후 | 다마스쿠스 (다마스쿠스 국제공항, 1991년~2020년)의 기후 | 다마스쿠스 (다마스쿠스 국제공항, 1991년~2020년)의 기후 | 다마스쿠스 (다마스쿠스 국제공항, 1991년~2020년)의 기후 | 다마스쿠스 (다마스쿠스 국제공항, 1991년~2020년)의 기후 | 다마스쿠스 (다마스쿠스 국제공항, 1991년~2020년)의 기후 |
| 월                                                       | 1월                                                    | 2월                                                    | 3월                                                    | 4월                                                    | 5월                                                    | 6월                                                    | 7월                                                    | 8월                                                    | 9월                                                    | 10월                                                   | 11월                                                   | 12월                                                   | 연간                                                   |
| -------------------------------------------------------- | ------------------------------------------------------ | ------------------------------------------------------ | ------------------------------------------------------ | ------------------------------------------------------ | ------------------------------------------------------ | ------------------------------------------------------ | ------------------------------------------------------ | ------------------------------------------------------ | ------------------------------------------------------ | ------------------------------------------------------ | ------------------------------------------------------ | ------------------------------------------------------ | ------------------------------------------------------ |
| 역대 최고 기온 °C (°F)                                   | 23.2 (73.8)                                            | 28.0 (82.4)                                            | 34.4 (93.9)                                            | 37.6 (99.7)                                            | 41.4 (106.5)                                           | 45.0 (113.0)                                           | 45.8 (114.4)                                           | 44.8 (112.6)                                           | 44.6 (112.3)                                           | 38.0 (100.4)                                           | 31.0 (87.8)                                            | 25.1 (77.2)                                            | 45.8 (114.4)                                           |
| 일평균 최고 기온 °C (°F)                                 | 13.1 (55.6)                                            | 15.3 (59.5)                                            | 20.0 (68.0)                                            | 25.3 (77.5)                                            | 30.9 (87.6)                                            | 35.3 (95.5)                                            | 37.8 (100.0)                                           | 37.6 (99.7)                                            | 34.6 (94.3)                                            | 29.0 (84.2)                                            | 20.6 (69.1)                                            | 14.8 (58.6)                                            | 26.2 (79.1)                                            |
| 일일 평균 기온 °C (°F)                                   | 5.9 (42.6)                                             | 7.8 (46.0)                                             | 11.0 (51.8)                                            | 15.5 (59.9)                                            | 20.2 (68.4)                                            | 24.4 (75.9)                                            | 26.3 (79.3)                                            | 26.0 (78.8)                                            | 23.2 (73.8)                                            | 18.1 (64.6)                                            | 11.8 (53.2)                                            | 7.2 (45.0)                                             | 16.6 (61.9)                                            |
| 일평균 최저 기온 °C (°F)                                 | 0.8 (33.4)                                             | 2.0 (35.6)                                             | 4.8 (40.6)                                             | 8.0 (46.4)                                             | 12.1 (53.8)                                            | 15.9 (60.6)                                            | 18.6 (65.5)                                            | 18.6 (65.5)                                            | 15.3 (59.5)                                            | 11.0 (51.8)                                            | 5.2 (41.4)                                             | 1.9 (35.4)                                             | 9.5 (49.1)                                             |
| 역대 최저 기온 °C (°F)                                   | −10.8 (12.6)                                           | −12 (10)                                               | −6 (21)                                                | −7.5 (18.5)                                            | 1.4 (34.5)                                             | 6.2 (43.2)                                             | 10.5 (50.9)                                            | 9.5 (49.1)                                             | 3.5 (38.3)                                             | −1.0 (30.2)                                            | −8.6 (16.5)                                            | −8.8 (16.2)                                            | −12.0 (10.4)                                           |
| 평균 강수량 mm (인치)                                    | 26.0 (1.02)                                            | 22.4 (0.88)                                            | 13.9 (0.55)                                            | 5.6 (0.22)                                             | 4.8 (0.19)                                             | 0.3 (0.01)                                             | 0 (0)                                                  | 0 (0)                                                  | 0.3 (0.01)                                             | 6.3 (0.25)                                             | 21.4 (0.84)                                            | 23.6 (0.93)                                            | 124.7 (4.91)                                           |
| 평균 강수일수 (≥ 1 mm)                                   | 4.8                                                    | 4.4                                                    | 2.6                                                    | 1.3                                                    | 1.0                                                    | 0.1                                                    | 0.0                                                    | 0.0                                                    | 0.1                                                    | 1.2                                                    | 3.3                                                    | 4.2                                                    | 23.0                                                   |
| 평균 강설일수                                            | 1                                                      | 1                                                      | 0.1                                                    | 0                                                      | 0                                                      | 0                                                      | 0                                                      | 0                                                      | 0                                                      | 0                                                      | 0                                                      | 0.2                                                    | 2.3                                                    |
| 평균 상대 습도 (%)                                       | 76                                                     | 69                                                     | 59                                                     | 50                                                     | 43                                                     | 41                                                     | 44                                                     | 48                                                     | 47                                                     | 52                                                     | 63                                                     | 75                                                     | 56                                                     |
| 평균 월간 일조시간                                       | 164.3                                                  | 182.0                                                  | 226.3                                                  | 249.0                                                  | 322.4                                                  | 357.0                                                  | 365.8                                                  | 353.4                                                  | 306.0                                                  | 266.6                                                  | 207.0                                                  | 164.3                                                  | 3,164.1                                                |
| 평균 일일 일조시간                                       | 5.3                                                    | 6.5                                                    | 7.3                                                    | 8.3                                                    | 10.4                                                   | 11.9                                                   | 11.8                                                   | 11.4                                                   | 10.2                                                   | 8.6                                                    | 6.9                                                    | 5.3                                                    | 8.5                                                    |
| 출처: 미국 해양대기청 (상대습도/일조시간: 1970년~1990년) |                                                        |                                                        |                                                        |                                                        |                                                        |                                                        |                                                        |                                                        |                                                        |                                                        |                                                        |                                                        |                                                        |

## 역사

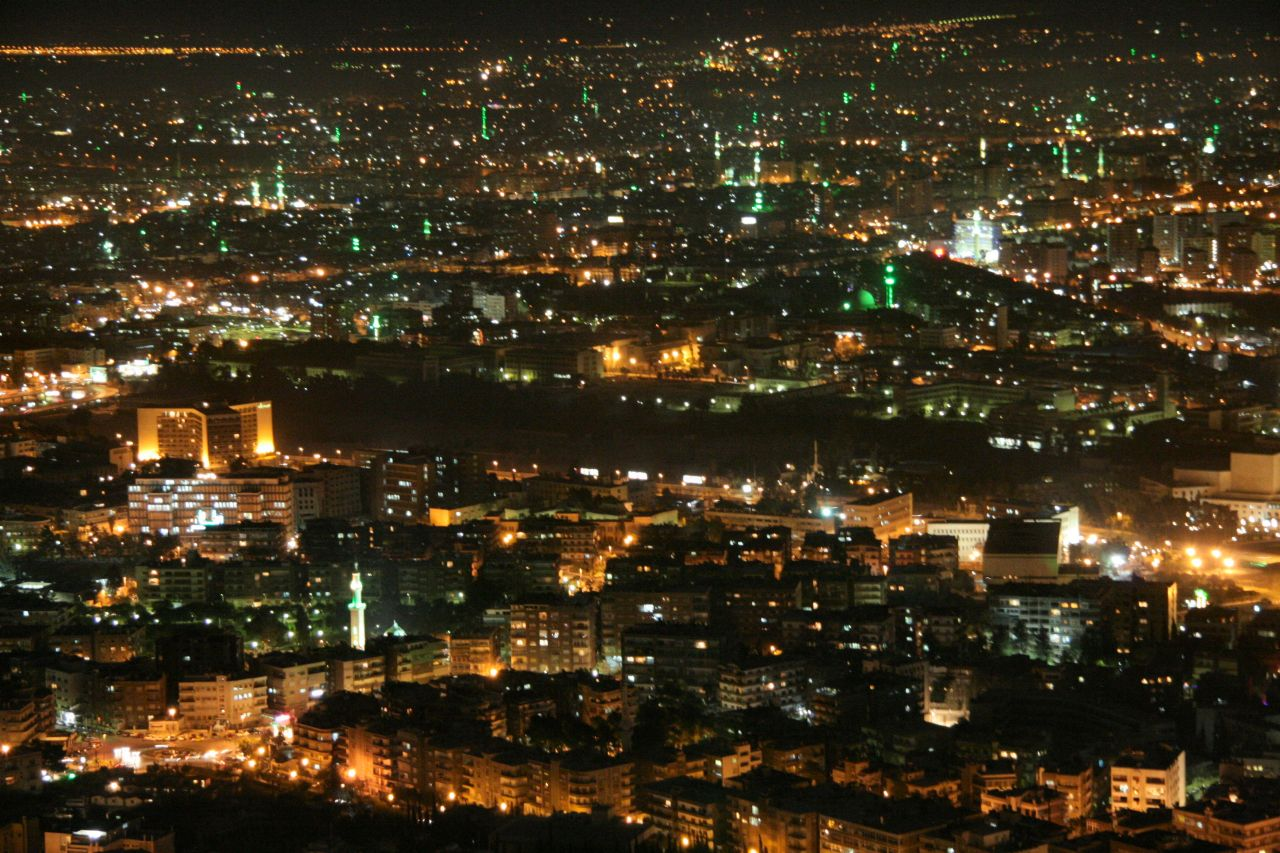
콰시운 산에서 바라본 다마스쿠스의 야경. 주변에 빛나는 것은 미나레트이다.

예로부터 시리아 지방의 중심 도시로써 다마스커스는 기원전 10세기에는 아람인들이 이곳에 왕국을 세우고 수도로 정했다.
그 독립은 신바빌로니아나 페르시아, 셀레우코스 제국 및 로마 제국에게 패하면서 무너져 버렸다. 로마 시대 다마스쿠스는 그리스 로마 문화를 수용해 중요한 위치를 점하게 되었고, 자유도시 연합의 명예도시가 되었다. 그 뒤 이슬람 제국의 팽창과 함께 635년에 정복되었고, 우마미야 왕조의 수도로써 번영을 누렸다. 우마미야 왕조는 705년에 다마스쿠스의 옛 크리스트교 교회를 모스크로 개조하였고, 그때 지어진 우마야드 모스크가 현재까지 남아 있다. 시리아에서 죽은 살라흐 앗딘(살라딘)이나 바이바르스의 무덤 모두 이곳에 있다.

### 고대
다마스커스의 변두리에 있는 텔라마드 유적을 통해 다마스커스는 기원전 8000년부터 10000년 이상은 된 도시로써 그 무렵부터 이곳에 사람이 정주하고 있었음을 알 수 있었다. 다마스커스가 인간이 연속적으로 정주한 세계에서 가장 오래된 도시라고 하는 것은 이런 까닭이다. 그러나 아람인(아라비아 반도에서 온 셈어파 계통의 언어를 쓰는 유목민족)이 등장할 때까지는 다마스커스는 중요한 도시로써 기록된 적은 없다. 바라다 강의 편이성을 최대한 활용한 운하와 수도의 건설로 다마스쿠스에 수도가 처음으로 개설한 것도 다름 아닌 아람인이었다고 알려져 있다. 훗날 이 네트워크는 로마인들과 우마미야 왕조에서도 그대로 이어 썼고, 현대까지도 다마스쿠스 옛 시가지의 수도 시스템의 기초가 되었다.
기원전 1100년, 이 도시는 아람 다마스쿠스라 불리는 강력한 아람인 국가의 중심지가 되었다. 그러나 이곳은 또한 앗시리아인과 이스라엘인과의 숱한 전쟁에 말려들었다. 아람 다마스쿠스의 왕 벤 하다트 2세(하닷에세르)가 카르카르 전투에서 이스라엘 등 다른 국가과 함께 샬만에세르 3세와 전투를 벌였다. 아람인의 도시 유적은 벽에 둘러싸여 다마스쿠스 옛 시가지 동부 지하에 있을 가능성이 크다. 기원전 732년에 티글라트-필레세르 3세가 도시를 점령하고 파괴한 뒤 몇백 년 간 다마스쿠스 도시는 독립을 잃었다. 기원전 572년에 처음으로 네부카드네자르 2세에 의해 신바빌로니아 왕국의 지배하에 들었다. 바빌로니아 지배는 기원전 539년 키루스 2세가 이끄는 아케메네스 조 페르시아 제국군이 도시를 점령하고 제국령 시리아 주(州)의 주도(州都)로써 쓰였다.

### 그리스 · 로마 시대

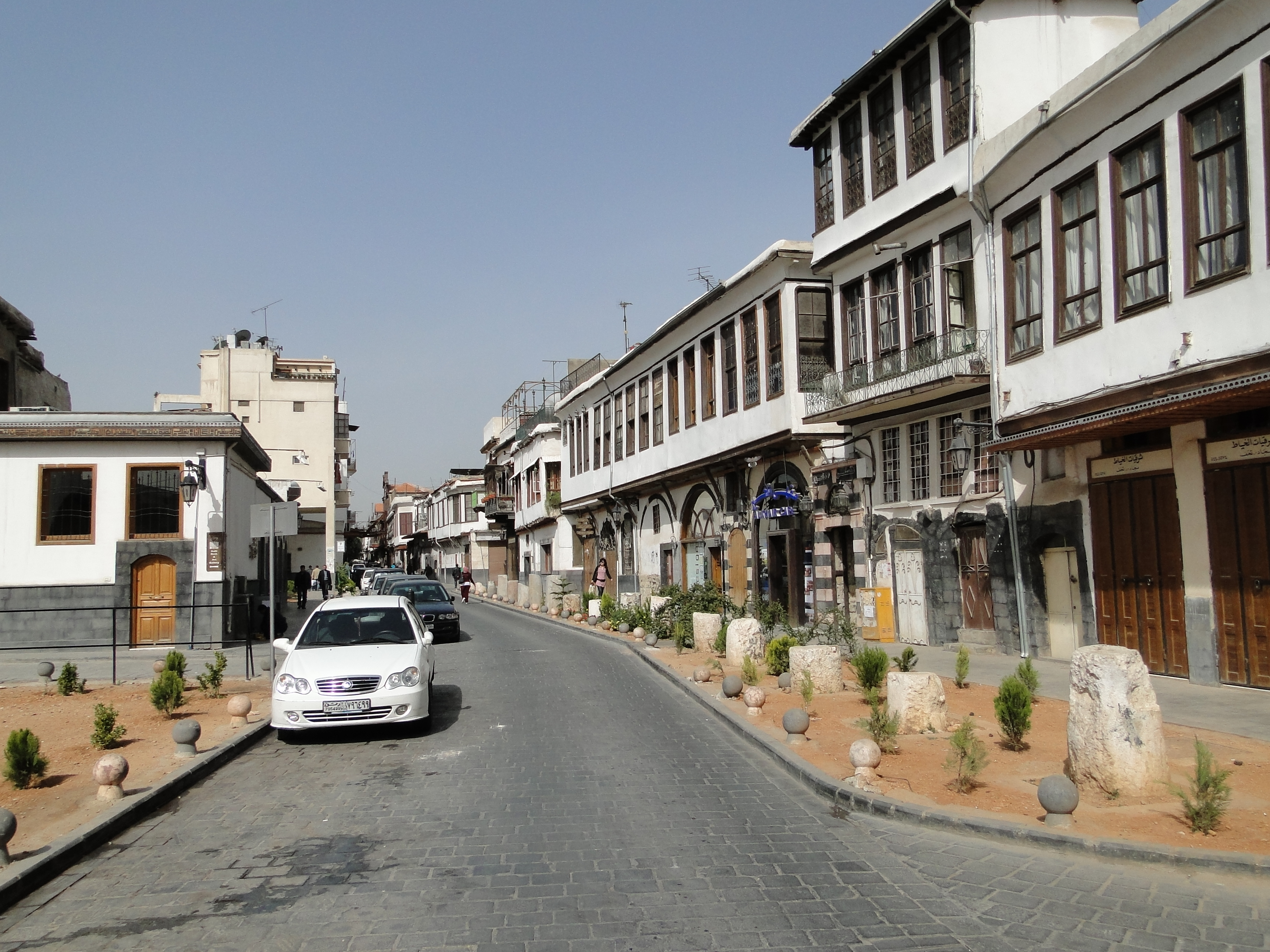
다마스쿠스 옛 시가의 수크 샤르키 거리. 비아 렉타(Via Recta, 「직선 거리」라는 뜻)의 이름이 남아 있다. 비아 렉타는 고대 로마 시대 도시 계획에서의 디크마누스 막시무스(동서의 중앙 큰 길)로, 동문과 서문을 직선으로 잇고 있는 길이다. 신약성서「사도행전」에 등장하는 사도 파울로스의 회심 에피소드의 무대가 된 곳이다.

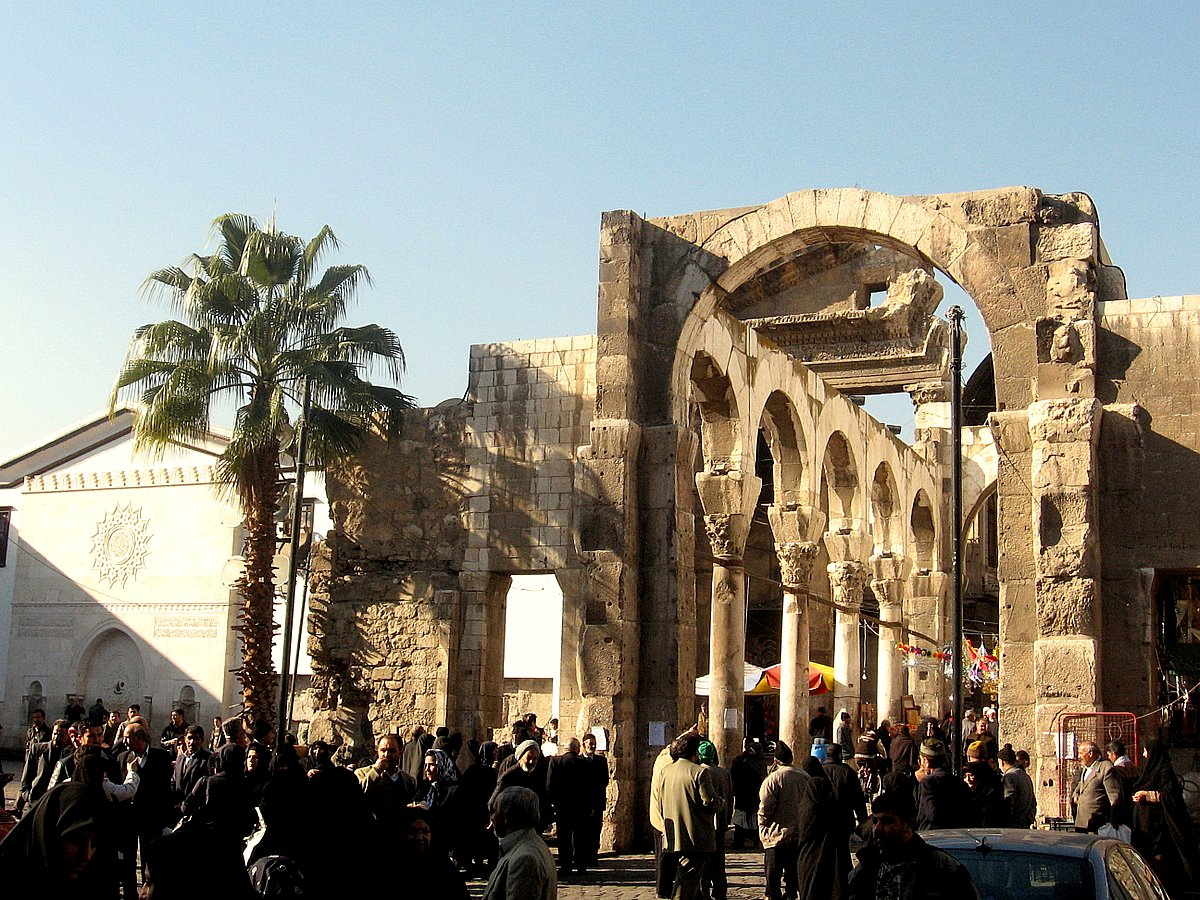
수크 알 하미디샤 입구에 있는 로마 시대의 유피테르 신전 터.

다마스쿠스는 동방을 석권한 알렉산드로스 대왕의 대원정으로 서양의 지배 아래 들게 되었다. 기원전 323년 알렉산드로스 대왕이 죽고 다마스쿠스는 셀레우코스 왕조와 프톨레마이오스 왕조 사이의 투쟁의 한복판에 있었다. 도시의 지배권은 양자 사이를 오갔다. 알렉산드로스 휘하 장군이었던 셀레우코스 1세 니카토르가 안티오키아를 자신이 세운 제국의 수도로 삼으면서 북방의 라타키아 같은 새로 건설된 셀레우코스 왕조의 도시에 비해 다마스쿠스는 그 중요성이 다소 퇴색되었다.
기원전 64년, 폼페이우스가 이끄는 로마군이 그리스 서부를 병합하면서 처음으로 다마스쿠스가 로마의 판도에 들게 되었다. 로마인들은 다마스쿠스를 점령하고 데카폴리스로써 알려진 10개 도시의 연합에 들였다. 이는 다마스쿠스가 그리스 · 로마 문명의 주요 중심지였다고 여겨졌기 때문이다. 《신약성경》에는 사도 바울이 한창 크리스천을 탄압하던 시절 예수의 환상을 체험한(훗날 그가 개종하는 계기를 마련하게 되는 사건으로 성경 속에서 묘사되는) 것은 다마스쿠스로 가는 도중에서였다고 한다.
37년에 로마 황제(임페라토르) 칼리굴라는 정령을 내려 다마스쿠스를 나바테아 왕국의 지배 하에 두었다. 나바티아의 왕 아레타스 4세 피로파토리스는 수도 페트라에서 다마스쿠스를 지배했다. 그러나 106년경, 나바티아 왕국은 로마인들에게 정복당하고, 다마스쿠스는 다시 로마의 지배하에 들었다.
다마스쿠스는 2세기 초까지 그저 거대 도시의 하나일 뿐이었다. 222년에 로마 황제(임페라토르) 셉티미우스 세베루스로부터 식민 도시인 콜로니아로 격상되었다. 팍스 로마나라는 이름의 제국의 태평성세가 찾아오자 다마스쿠스와 로마령 시리아도 다른 로마령들과 함께 번영을 누렸다. 남아라비아, 팔미라, 페트라로 이어지는 교역로와 중국에서 오는 비단 교역로(실크로드)까지 모두가 다마스쿠스를 거치게 되어 있었고, 다마스쿠스는 대상들의 도시로써 중요성이 두드러지게 되었다. 다마스쿠스는 동양에서 오는 교역품으로 로마인들의 수요를 채웠다.
로마 건축의 흔적이 남아있지는 않지만, 옛 시가지의 도시계획은 오랫동안 그 효과를 드러냈다. 로마인 건축가들은 그리스와 아람의 도시 기반을 토대로 성벽을 쌓고 길이 1500×750미터의 새로운 레이아웃에 융합시켰다. 성벽에는 일곱 개의 문이 있었고 동문(바브 샤르키)은 로마 시대에 지어진 그대로 남아 있다. 로마 시대의 다마스쿠스는 대부분 현재의 도시의 5미터 이내 지하에 묻혀 있다.

### 이슬람 세력의 정복 그리고 파티마 왕조까지

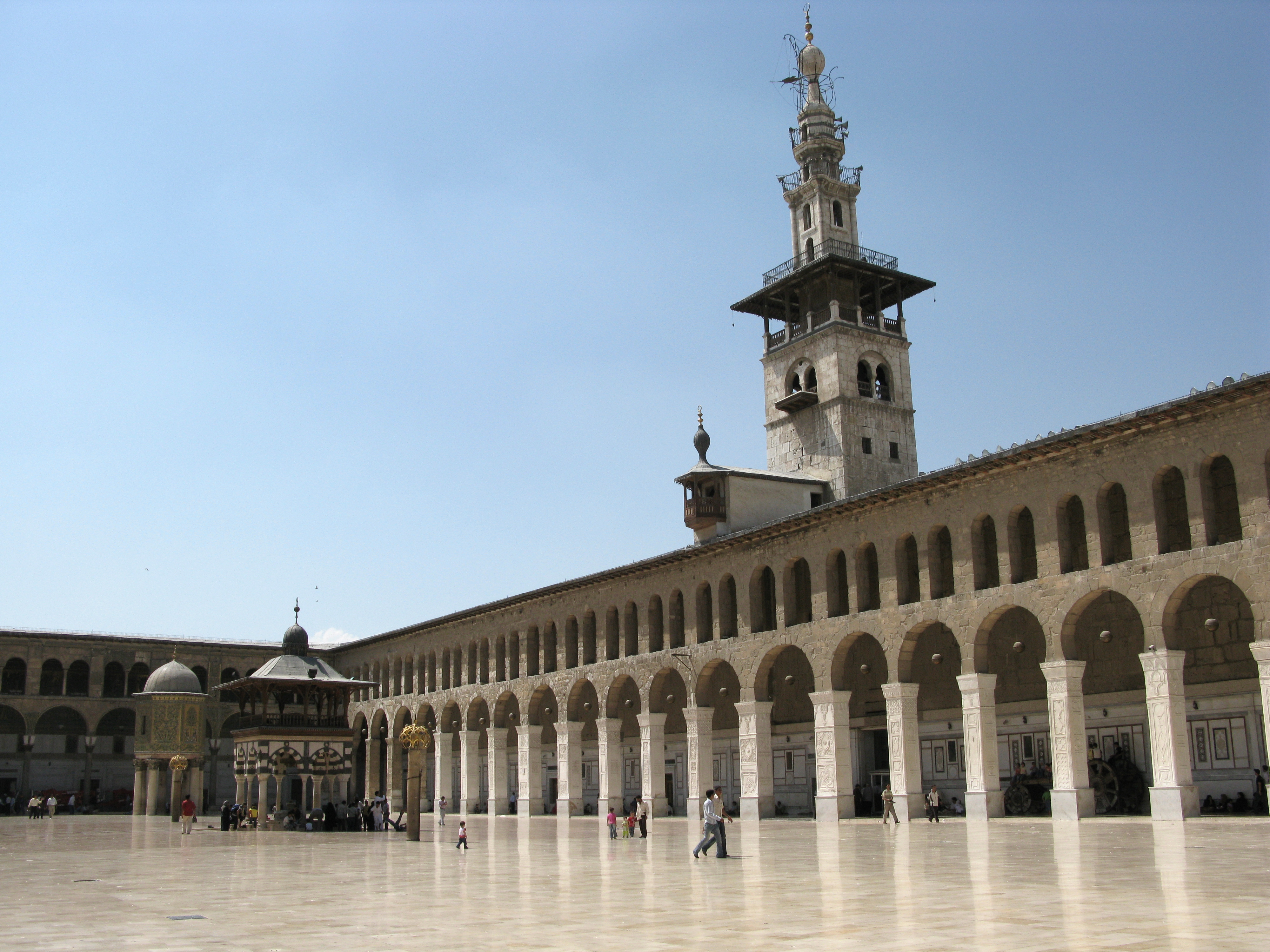
고대 다마스쿠스의 우마야드 모스크. 현재까지도 모스크로 사용되고 있다.

636년, 다마스커스는 제2대 정통 칼리파 우마르(우마르 1세)에게 정복되었다. 그 직후 지금의 에스파냐에서 인도까지 팽창한 우마이야 왕조(661년-750년)의 수도가 되는 동시에 도시의 힘과 위광도 그 정점에 달했다. 705년에 그리스도교 교회를 이슬람식의 모스크로 개조한 우마야드 모스크는 오늘날까지도 다마스쿠스에 남아 있다.
한국의 신라 출신으로 중국으로 건너가 불법을 배우고 717년부터 727년까지 인도, 아프가니스탄 및 중앙아시아 일대의 불교 유적을 순례한 승려 혜초(慧超)의 《왕오천축국전》(往五天竺國傳)에는 대식국(아랍) 왕이 본국을 떠나 소불림국(小佛臨國)에 거주하고 있다고 언급하였는데, 정통 칼리파 시대 칼리파의 거성이 메디나였던 것이 우마이야조 아랍 제국 시대에는 다마스쿠스로 거점을 옮겼던 역사적 사실을 반영한 것으로 해석된다. 소불림국은 다마스쿠스를 중심으로 하는 시리아 일원을 지칭하며, 혜초가 대식(페르시아) 지역을 방문했던 726년경 우마이야 조는 10대 칼리파 히샴 이븐 압둘 말리크(724~743 재위)의 치세에 있었다. 혜초는 "소불림에서 바다를 끼고 서북쪽으로 가면 바로 대불림국"에 이른다고 기술하였는데, 여기서 혜초가 서술한 노정은 시리아에서 콘스탄티노폴리스로 가는 노정과 일치하는 것으로 대불림국은 콘스탄티노폴리스 즉 그곳을 수도로 삼고 있던 동로마 제국을 가리킨다. 이어 혜초는 "대식이 몇 차례나 대불림국을 쳤으나 얻지 못하였다"고 기술하였는데, 실제로 혜초가 현지를 방문하기 직전 황제 레오 3세의 지휘 아래 동로마 제국은 717년부터 718년까지 1년 동안에 걸친 우마이야 조 아랍 제국의 콘스탄티노폴리스 포위 공세를 물리치고 승리를 거두었다(제4차 콘스탄티노플 공방전).
744년, 우마이야 조 마지막 우마야드 칼리파 마르완 2세는 수도를 자지라(메소포타미아 북부)에 있는 하스란으로 옮겼고, 이후 다마스쿠스는 그때까지의 정치적 중요성을 회복하지 못했다. 750년, 우마이야 왕조가 무너지고 압바스 왕조가 일어나, 다마스쿠스는 바그다드의 지배를 받게 되었다. 858년, 알무타와킬은 수도를 사마라에서 옮겨올 생각으로 잠시 다마스쿠스에 거처를 두었지만, 곧 생각을 접었다. 압바스 왕조가 기울면서 다마스쿠스 방면은 불안정해졌고, 지방 정권이 수립되어 다마스쿠스를 지배했다. 875년, 이집트의 지배자 아흐마드 이븐 두룬이 이 도시를 차지했고, 압바스 왕조는 905년에야 다마스쿠스를 회복할 수 있었다. 945년, 함다니드 왕조가 다마스쿠스를 다시 손에 넣었고, 그 뒤 잠시 이흐시디드 왕조의 개조(開祖) 무함마드 이븐 투크주에게 넘어갔다. 968년과 971년에 다마스쿠스는 잠시 카르마트파에 점령되었다.

### 파티마 왕조와 셀주크 투르크, 그리고 십자군
970년, 카이로에 있던 파티마 왕조의 칼리파가 다마스쿠스의 지배를 되찾았다. 이것이 다마스쿠스가 앞으로 겪게 될 파란(波亂)의 시작이었다. 파티마 왕조의 주력군을 이루고 있던 베르베르인 군대는 시민들 사이에서 불평을 샀고, 시리아의 카르마트파, 때로는 투르크인들의 군대가 다마스쿠스를 지배했으며, 베두인들로부터의 끊임없이 압력을 받았다. 978년부터 잠깐 동안, 다마스쿠스는 이자흐 앗딘 알 카삼의 지도와 시민군의 보호를 받으며 자치를 행하고 있었다. 그러나 구타 오아시스는 베두인의 침입으로 투르크가 이끄는 전투를 거친 뒤 이 도시는 다시 파티마 왕조의 지배를 받았다. 1029년부터 1041년까지, 파티마 왕조의 칼리파 자히르의 치하, 투르크의 군사지휘자 아누슈타킨이 다마스쿠스의 총독이 되어 과거의 영광을 되찾기 위해 많은 힘을 쏟았다.
그 기간 동안, 다마스쿠스는 블록과 인술라(집합주택)으로 대표되는 그리스 · 로마풍 도시 계획에서 보다 친숙한 이슬람풍의 도시로 차츰 변모해갔다. 격자 모양의 직선으로 뻗은 큰 길에서 좁은 골목길의 패턴으로 변했고, 대부분의 주민이 밤에는 범죄자나 세금 징수를 위한 묵직한 빗장으로 폐쇄되는 하라트 안에 사는 모양새가 되었다.

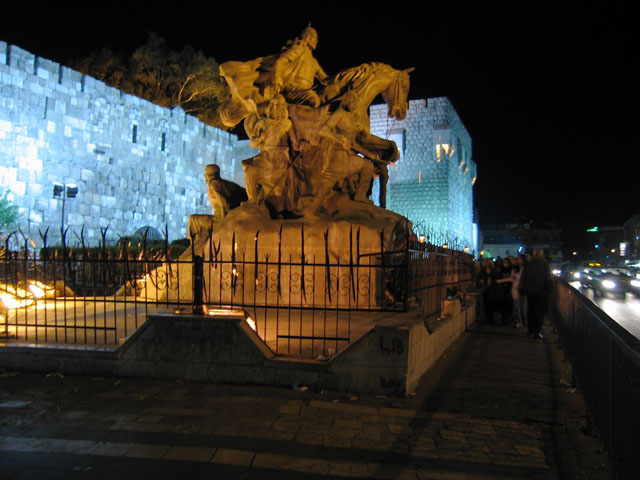
다마스쿠스 요새 앞의 살라딘 동상

11세기 후반에 셀주크 투르크의 도래와 함께 다마스쿠스는 다시 독립국가의 수도가 되었다. 1079년부터 1104년까지는 셀주크 왕조 및 시리아 셀주크 왕조의 지배를 받았다가 다른 투르크 왕조인 브리드 왕조의 지배를 받기도 했다. 그들은 1148년 제2차 십자군의 공성전도 견뎌냈다. 1154년에 다마스쿠스는 십자군의 숙적, 알레포의 장기 토후국의 유명한 아타베그, 누르 앗딘에게 정복되었다. 그는 다마스쿠스를 수도로 삼았고, 그가 죽은 뒤 아이유브 왕조 이집트의 지배자 살라흐 앗딘(살라딘)에게 이를 빼앗겼다. 
살라흐 앗딘은 다시 다마스쿠스를 수도로 삼고, 다마스쿠스의 성채를 재건하였다. 그의 통치 아래서 교외에도 마치 도시나 다름없을 정도로 넓어졌다고 한다. 이븐 주바이르의 기록에 따르면 살라흐 앗딘의 치세에 다마스쿠스에는 많은 대학교가 세워졌고, 「방해받을 걱정 없는 연구와 은둔」을 위해 세계에서 모여든 근면한 젊은이나 지식을 추구하는 자들을 환영했다고 한다. 그러나 살라흐 앗딘의 사후, 아이유브 왕조는 내분으로 차츰 기울어갔다.
그 당시 다마스쿠스 강은 십자군 사이에서 전설적인 이름을 얻고, 오늘날까지도 표면에 무늬가 있는 강을 다마스쿠스 강이라 부르고 있다(다만 당시의 기술이 그대로 전승되고 있는 것은 아니다). 비잔티움(콘스탄티노플)이나 중국에서 오는 무늬 새긴 견직물(비단)은 실크로드 서쪽의 종점 도시인 다마스쿠스를 지나 유럽으로 운반되었기 때문에, 영어로 다마스쿠 직물이라는 단어도 생겨났다.

### 맘루크 왕조의 지배, 그리고 몽골과 티무르
아이유브 왕조의 지배(및 자치)는 1260년 몽골 제국이 시리아를 침입하면서 끝이 났다. 몽골이 물러간 뒤 다마스쿠스는 맘루크 왕조의 지방 수도가 되어, 이집트의 지배를 받았다.
1400년에 몽골인 정복자로써 칭기즈 칸의 후손을 자처한 티무르가 다마스쿠스를 공격했다. 맘루크 왕조의 술탄 나스르 파라즈는 카이로에서, 이븐 할둔 등의 대표단을 보내 교섭을 맡겼지만 그들은 쫓겨났고, 다마스쿠스는 약탈되었다. 우마야드 모스크는 이 때 한 번 불타버렸고, 티무르 제국의 수도 사마르칸트로 옮겨진 기술자와 노예들을 제외하고 숱한 사람들이 학살당했고 그 목이 성벽 북동쪽 모퉁이 바깥에 탑처럼 쌓였다. 오늘날 도시 한 모퉁이에 부르즈 알 루우스(burj al-ruus, 원래 뜻은 「수급의 탑」 즉 경관京觀이라는 뜻)이라는 이름이 붙은 곳이 그 자리였다고 한다.
다마스쿠스는 이후 재건되어 1516년까지 맘루크 왕조의 지방 수도로 기능하였다.

### 오스만 제국의 지배
1516년에 마르쥬 다비크 전투에서 오스만 제국이 맘루크 왕조를 격파하고, 다마스쿠스는 1918년까지 오스만 제국의 통치 아래 들었다. 오스만 제국의 통치가 시작된 1516년 당시의 다마스쿠스 인구는 전 도시 통틀어 5,5000인(약 8천 호) 정도로 추정되는데, 오스만 제국 시대에는 몇 차례 행정 구역의 개편이 이루어졌고, 다마스쿠스는 주도(州都)로써의 위치를 유지했다. 이는 다마스쿠스가 알렛포와 함께 제국의 시리아 지배의 요충지였기 때문으로, 오랫동안 이 지역의 통치 ・ 경제의 중심지였던 점, 다마스쿠스가 무슬림에게도 중요한 메카 순례를 위한 대상들의 출발지였기 때문이다. 이러한 점에서도 오스만 제국은 다마스쿠스를 중시하게 되었다.
18세기 이래 제국은 쇠퇴하기 시작했고, 시리아 지방에서도 다른 오스만 제국의 각지에서처럼 아샨(명사)이라 불리는 반독립적 대토지 소유자들이 등장하였다. 다마스쿠스와 하마를 통치하던 아즘 가문 등이 시리아 지방의 아샨으로 알려져 있다. 아즘 가문은 시리아 주의 총독 자리를 세습하며 중앙의 권력으로부터 반독립 상태를 유지하였다. 아즘 가문은 19세기에 들어 중앙정부의 탄지마트(은혜개혁)로 독점적 지위를 잃었지만, 그 뒤에도 다마스쿠스의 명망가로써 지역사회에서 큰 영향력을 행사했다. 다마스쿠스의 옛 시가지에는 아즘 가문이 세운 궁전이 남아 있으며, 오늘날에는 관광 명소의 하나로 쓰이고 있다.

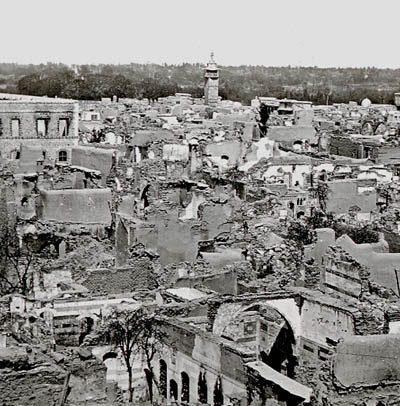
1860년 폭동 당시에 파괴된 다마스쿠스의 크리스티앙 쿼터(기독교인 구역).

그 뒤, 두 차례의 이집트 투르크 전쟁의 결과, 1832년에서 1840년에 걸쳐 시리아 지방은 이집트의 무함마드 알리 왕조의 지배를 받았고, 무함마드 알리의 아들 이브라힘 파샤가 다마스쿠스를 지배하였다. 그 뒤 1840년 런던 조약으로 다마스쿠스는 다시 오스만 제국의 지배로 돌아왔고, 다마스쿠스는 오스만 제국군 제5군단 사령부가 주둔하였다. 그러나 크리스천과 무슬림의 종교 대립, 경제적 문제가 겹쳐 1860년에 대규모 폭동이 일어났고, 많은 희생자가 발생하였다. 1870년대에는 시리아 주 총독이 된 미드하트 파샤에 의해 수크(시장)의 정비 등이 행해졌고, 이 시기에 정비된 두 개의 지붕 딸린 수크(시장)는 현재까지도 사용되고 있다. 또한 1908년에는 도시 전기 회사가 개업하였다.
19세기 후반부터 20세기 초두의 다마스쿠스는 차츰 서구적 인프라가 정비되어 갔고, 지역에서의 정치 ・ 군사의 중심지로써도 중요한 도시였다. 그러나 이전과는 다른 경제적 측면에서 다마스쿠스는 신흥 항구도시 베이루트에 그 위치를 위협받기 시작하였다. 이는 수에즈 운하가 개통되면서 헤자즈 방면으로의 여행객이나 화물을 이전처럼 다마스쿠스를 거칠 필요 없이 베이루트에서 직접 배로 운송할 수 있게 되었기 때문이다. 이러한 상황에 위기감을 느낀 다마스쿠스의 상인들은 대항 수단으로 철도 건설을 강하게 요망했고, 중앙정부에 몇 차례 진정을 올렸다. 이는 1900년부터 시작된 다마스쿠스를 기점으로 하는 헤자즈 철도의 건설이라는 형태로 일단 결실을 보았다. 하지만 그것도 베이루트에 빼앗긴 지역경제의 주도권을 되찾아오지는 못했다.
또한 다마스쿠스는 근동에 대한 독일(프로이센)의 「세계정책」(3B정책)의 무대이기도 했다. 1898년에는 독일 황제(카이저) 빌헬름 2세가 몸소 다마스쿠스를 방문하여, "독일 황제는 세계 3억의 무슬림의 친구요"라는 유명한 연설을 해 독일 제국과 오스만 제국의 관계를 친밀하게 어필하였다. 이 무렵 빌헬름 2세가 살라딘 영묘를 방문하여 나무로 된 그의 소박한 관을 보고 감동하면서 대리석으로 만든 관과 금속으로 만든 꽃장식을 선물한 일화도 있다(꽃장식은 훗날 토마스 에드워드 로렌스가 다마스쿠스에 입성했을 때 가져갔다고 하며, 살라딘 영묘에는 현재까지도 빌헬름 2세가 기증한 관이 남아 전시되어 있지만, 살라흐 웃딘의 시신은 변함없이 나무로 된 기존의 관에 안치되어 있다).

### 아랍 민족주의의 발흥

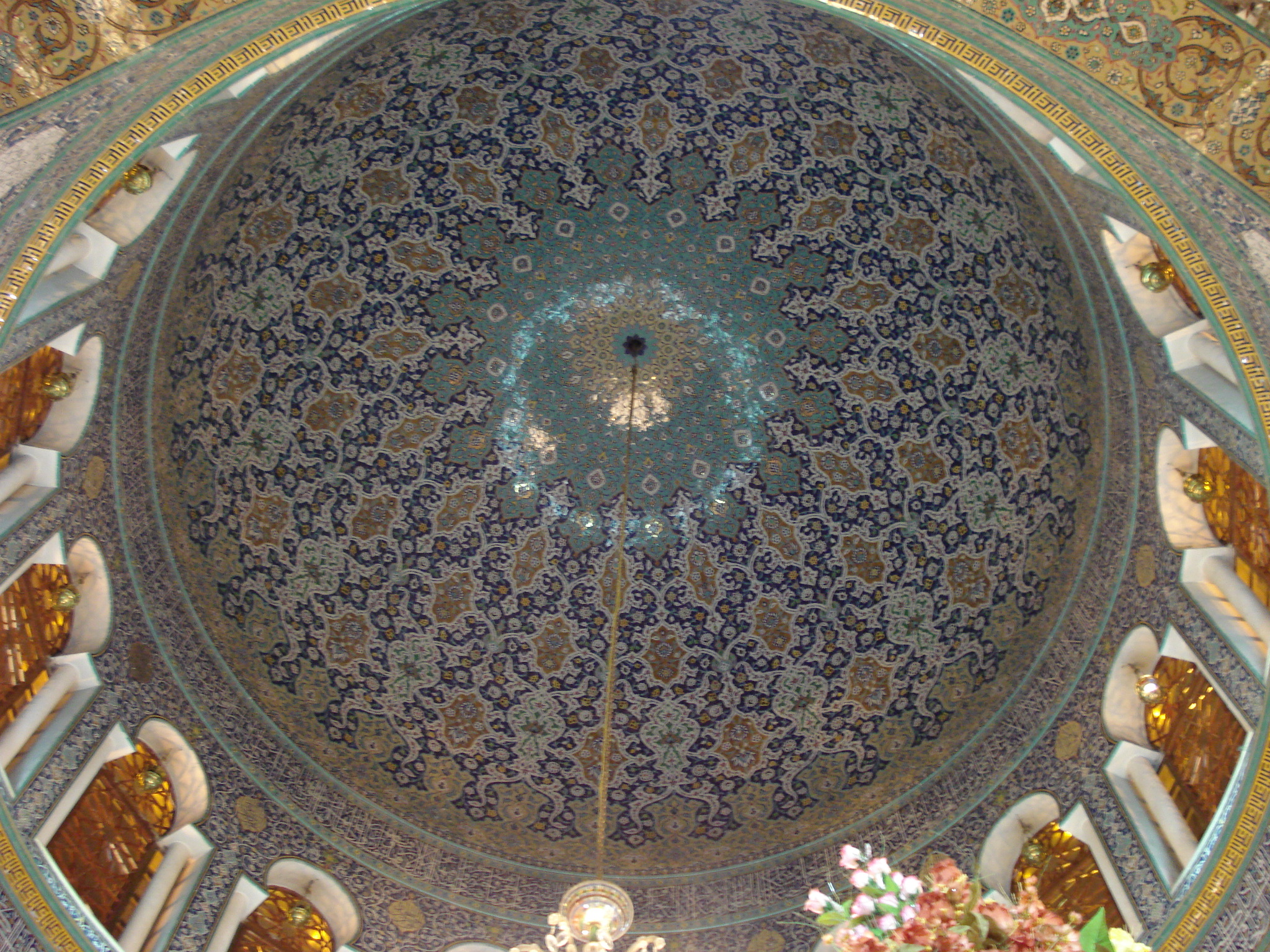
다마스쿠스에 소재한 알 사이다 자이나브 천정. 아랍 민족주의의 열풍은 다마스쿠스 또한 예외로 지나치지 않았다.

다마스쿠스에서 큰 영향을 행사하던 명망가 계층이 철도 건설 등을 동해 이스탄불 궁정과 직접 연결되어 있었던 탓에, 베이루트에 비해 민족주의의 발흥이 늦었던 다마스쿠스에도 20세기 초두에 이르러 민족주의적 감정이 일어나게 되었다. 처음에는 문화적 민족주의였던 것이 차츰 정치적 색채를 띠기 시작한 것이다. 또한 다마스쿠스에서 일어난 아랍 민족주의의 여러 운동들은 베이루트에서 일어난 것이 일찍부터 제국으로부터의 독립을 요구했던 것에 비해, 비교적 늦은 시기까지도 제국의 지배를 인정하면서 그 안에서 자치를 요구한다는 온건한 경향을 띠었다.
1908년, 청년 투르크인 혁명 뒤, 통일과진보 위원회가 중앙정부를 장악하고, 다마스쿠스에도 아라비아어 공용화나 연방제 도입이 실시되어, 아랍인의 권리나 제국의 분권화를 요구하는 운동이 일게 되었다. 이러한 움직임에 중앙집권화를 추진하려던 통일과진보 위원회는 때로는 그들을 달래기도 하고, 으르기도 하면서 그들을 대했다. 이러한 통일과진보 위원회의 방침은 중앙집권화라는 이름의 「투르크화」 정책으로 받아들여졌고, 다마스쿠스의 아랍 민족주의자 가운데서도 자치에서 독립으로 그 주장을 보다 강하게 드러내는 자들이 늘어나게 되었다.
제1차 세계대전이 발발하고 통일과진보 위원회의 중심인물이었던 제말 파샤가 방면군 사령관으로써 다마스쿠스에 부임해 왔다. 1915년부터 1916년에 베이루트와 다마스쿠스는 제말 파샤에 의해 애국적 지식인들이 다수 교수형에 처해졌고, 이어 민족주의자들의 감정을 더욱 부채질하게 되었다. 또한 이 처형은 다마스쿠스 주민들에게 메카의 태수 하산 이븐 알리가 외친 「아랍의 반란」에 대한 지지를 확대시키는 결과를 초래하여, 1918년에 아랍군과 영국군이 잇따라 다마스쿠스로 들어와, 주민들이 철수하는 투르크군의 뒤에 대고 발포하기도 하였다.

### 근대의 다마스쿠스
1918년 10월 1일, 후세인의 부하로 훗날 이라크 왕국의 재상이 되는 누리 알 사이드가 이끄는 아랍 반란군이 다마스쿠스에 입성했다. 같은 날 영국군에 속한 오스트리아인 부대도 함께 들어왔고, 오스만 제국의 시리아 주지사의 항복 문서를 받아냈다. 토마스 에드워드 로렌스를 포함한 다른 영국군 부대도 다마스쿠스로 들어왔다.
그러나 1917년 11월, 10월 혁명으로 성립된 러시아 볼셰비키 정부가 프랑스와 영국이 교섭해 아랍을 분할하려는 사이크스 피코 협정을 맺었다고 폭로했고, 아랍의 정치적 긴장도 높아졌다. 영국과 프랑스는 공동명의로 「투르크의 긴 압제를 받아온 사람들의 완전한 해방」을 약속하는 선언을 발표한다. 시리아에서는 민주적 헌법을 제정하기 위한 회의가 열리고, 1920년에는 후세인의 아들 페이사르 이븐 후세인을 국왕으로 하는 시리아 왕국의 건설을 선언하였다. 그러나 베르사유 조약으로 프랑스가 시리아를 위임통치하는 것이 인정되는 바람에 영국과 프랑스 양국은 페이사르의 독립국 선언을 인정해주지 않았다.

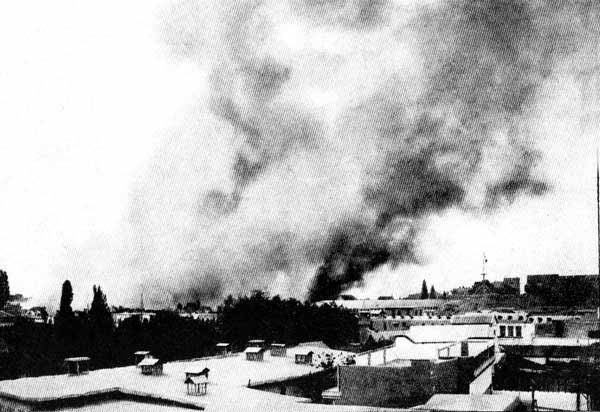
프랑스군의 공습을 당한 다마스쿠스(1925년).

1920년 7월 23일, 안티레바논 산맥을 넘어 프랑스군이 마이살룬 고개에서 시리아인 부대를 격파하고(마이살룬 전투), 페이사르는 다마스쿠스에서 쫓겨났다. 사이크스 피코 협정을 근거로 시리아 지방은 영국과 프랑스에 분할되었고 다마스쿠스는 프랑스의 지배를 받게 되었다. 이때 프랑스군 사령관 앙리 구로(Henri Joseph Eugène Gouraud)가 다마스쿠스에 입성하자마자 먼저 살라딘 영묘를 찾아가, "살라딘이여, 우리가 돌아왔다. 지금 여기, 나의 존재가 초승달(이슬람)에 대한 십자가(기독교)의 승리를 상징하고 있다(Réveille-toi, Saladin, nous sommes de retour. Ma présence ici consacre la victoire de la croix sur le croissant)."라고 선언한 일화가 있다.
1925년에 시리아 남서부 하우란 지방에서 일어난 드루즈인의 봉기가 다마스쿠스에까지 그 여파를 끼치자, 프랑스군은 다마스쿠스 시가지에 포격과 공습을 가해 이를 진압하였다. 알 하미디야 시장(수크)와 미드하트 파샤 시장 사이의 오래된 거리도 이 폭격으로 불타버렸고, 많은 시민이 죽었다. 그 뒤 옛 시가지는 구타 오아시스로부터 오는 반란 분자들을 차단하고자 철조망을 설치하고, 장갑차 등이 투입될 수 있는 새로운 도로가 북부 교외에 설치되었다.
1941년 6월 21일, 이라크에서 쳐들어온 연합군 부대가 뷔시 정권이 지키고 있던 다마스쿠스를 점령하였다.
1945년에 프랑스군은 다시 한 번 다마스쿠스를 공습했지만, 영국군이 개입해 프랑스군은 철퇴해야 했고, 1946년에 시리아는 독립을 이루었다. 이후, 다마스쿠스는 시리아의 수도가 되었다.

### 이후
2012년 1월 시리아 정부군과 반란군 간의 충돌은 다마스쿠스 외곽으로까지 퍼져 나갔다. 특히 1월 말부터 2월까지 보안 작전이 강화되면서 다마스커스에 거주하던 주민들이 집을 떠나거나, 외부로부터의 주민 귀환도 통제되었다. 6월에 있었던 시가지 충돌에서 다마스커스의 민가에까지 포탄이나 탄환 파편이 날아들었다. 현지 활동가들에 따르면, 최소 세 개의 탱크 파편이 카본(Qaboun)의 중앙 다마스쿠스 지역에 있는 주거 지역에까지 쳐들어 갔으며, 이때의 격렬한 소총 공격은 온라인에 올라온 현지 주민 및 아마추어 비디오에서 고스란히 드러나기도 했다.
다마스커스의 교외 지역인 구타(Ghouta)가 2017년 12월에 폭격을 당한 데 이어, 2018년 2월 리프디마슈크 공세(Rif Dimashq Offensive)로 알려진 또 다른 공격이 시작되었다.
2018년 5월 20일, 다마스커스와 리프디마슈크주가 7년만에 다시 시리아 정부군의 지배하에 들게 되었다.

## 역사적 지구

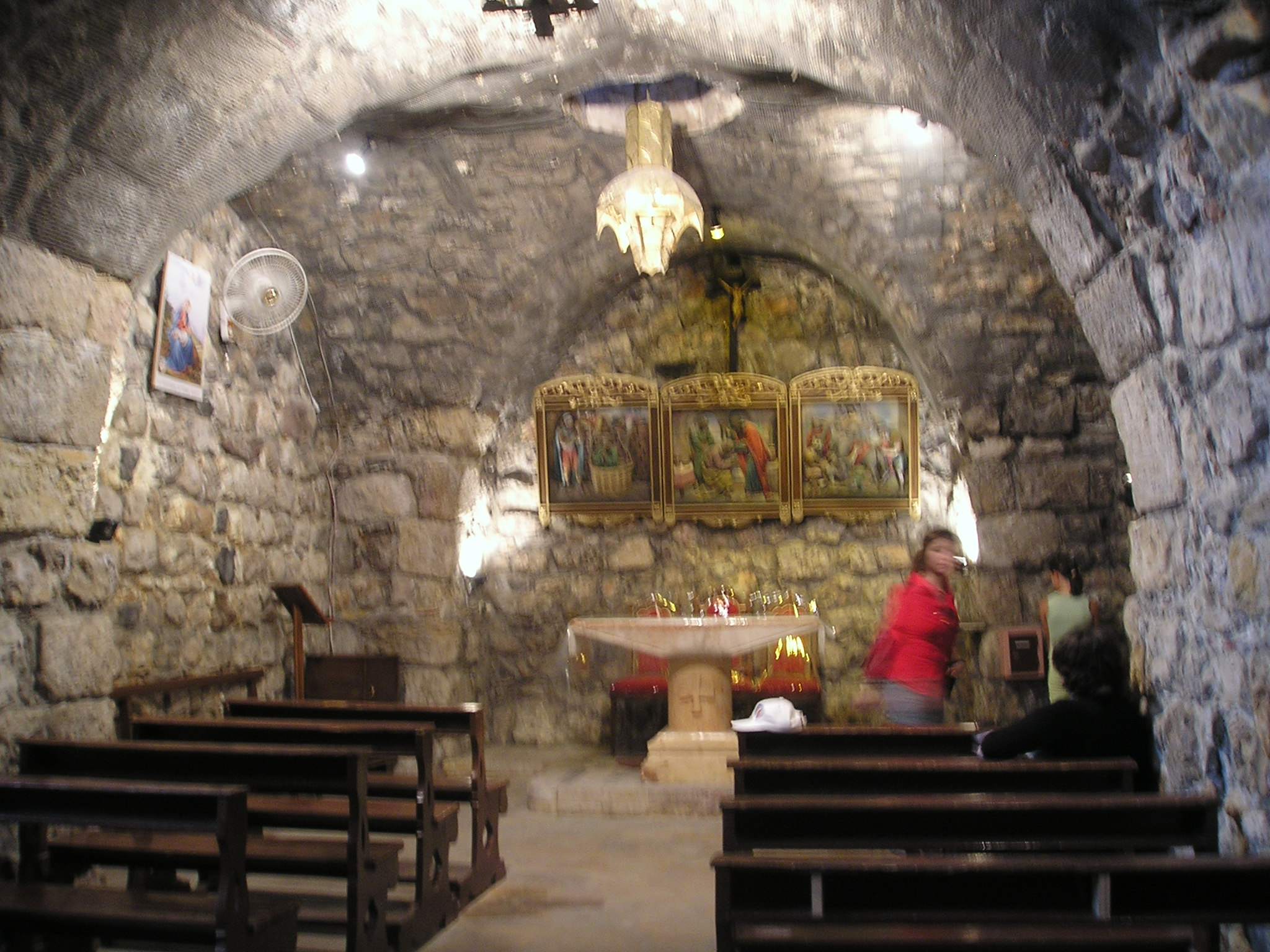
성 아나니아스의 집. 성경에서 아나니아스는 사도 바울에게 안수를 준 인물로 알려져 있다.

다마스쿠스는 도시의 곳곳에 온갖 시대의 역사적 유적이 남아 있는 유적의 보고(寶庫)라고 할 만하다. 과거에는 점령자들에 의해 다마스쿠스의 도시 규모가 증축되었고, 현재의 도시 8피트 지하에 묻혀 있는 다마스쿠스의 모든 유적을 발굴한다는 것은 사실상 불가능하다. 다마스쿠스의 성채는 옛 시가지 북서쪽 모퉁이에 위치해 있다.
사도행전 제9장 11절에 나오는 사도 바울이 개종하는 장면에서 등장하는, 직선으로 뻗은 도로는 이름을 비아 렉트라(Via Recta)라고 하며 로마 시대의 다마스쿠스의 메인 스트리트의 하나였고, 1500미터가 넘는 길이이다.
이 길은 오늘날에는 수크 샤르키 거리과 겹치는 수크(시장) 미드하트 파샤가 들어서 있다. 수크 샤르키 거리는 작은 상점으로 가득하며, 크리스천들의 구역인 밥 토마(Bab Touma, 성 토마스의 문)로 이어진다. 수크 미드하트 파샤 또한 다마스쿠스의 주요 시장(수크)로써 수크를 쇄신한 오스만 제국 시대의 시리아 주지사 미드하트 파샤에 의해 명명됐다. 수크 샤르키 거리 옆에는 아나니아스의 집이라고 불리는 지하저장고가 딸린 지하교회가 있다. 또한 다마스쿠스에는 수크 미드하트 파샤와 평행하는 또 하나의 지붕 딸린 수크가 있는데, 이곳은 건설 당시 오스만 제국의 술탄이었던 압뒬하미트 2세의 이름을 따서 수크 하미티예라 불린다.
우마이야 모스크, 또는 이름을 다마스쿠스 대(大)모스크라 불리는 곳은 세계에서 가장 큰 규모의 모스크의 하나로써, 이슬람이 시작된 이래 가장 오랜 시간 동안 기도가 이루어지고 있는 곳이기도 하다. 모스크 안의 사원에는 세례 요한의 머리가 안치되어 있다고 전한다.

### 다마스쿠스의 성벽과 성문

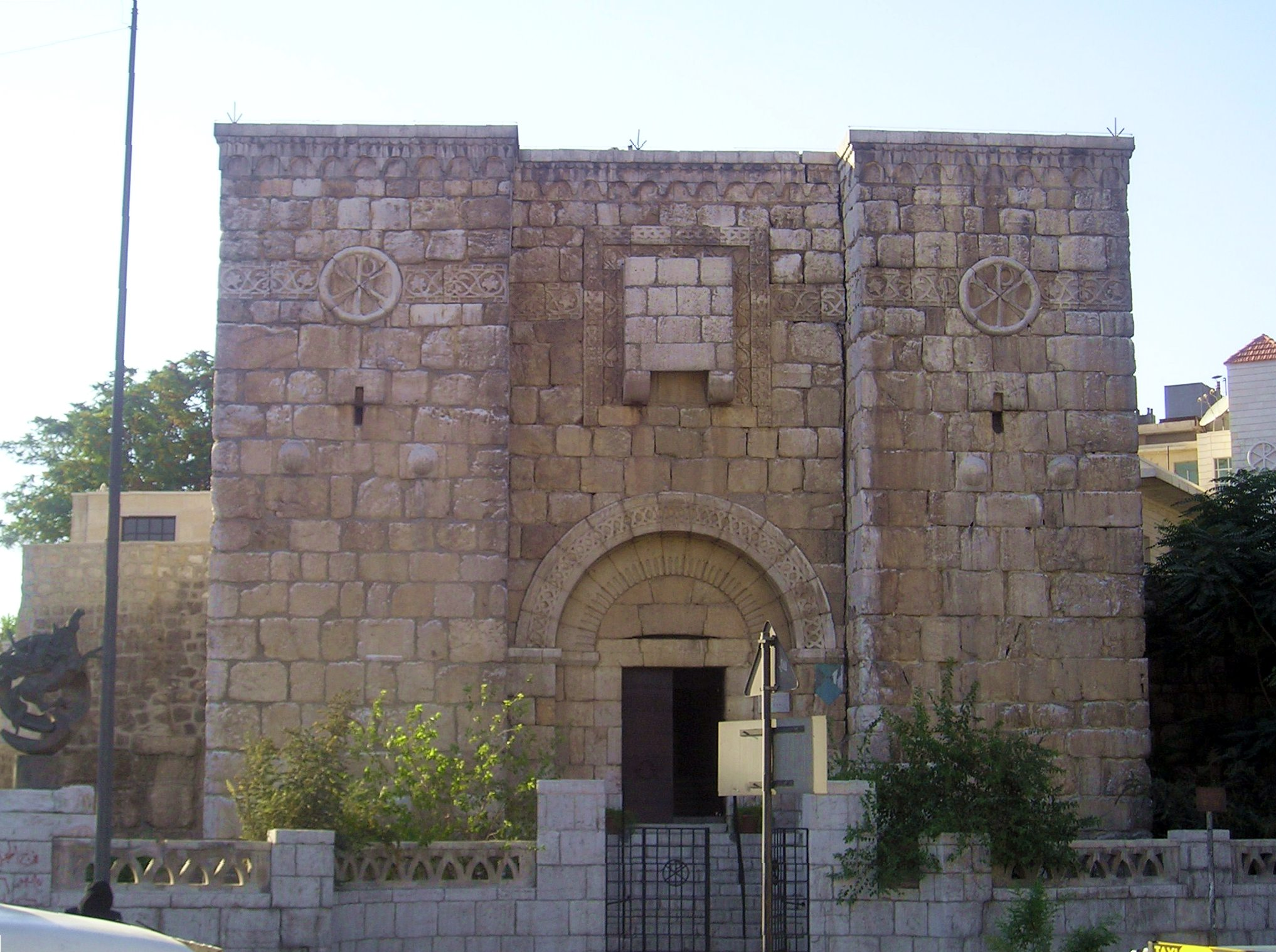
다마스쿠스의 성문이었던 바브 키산(Bab Kisan)의 문, 현재는 사도 파울로스를 기념하는 교회가 들어서 있다.

다마스쿠스의 옛 시가는 북쪽과 동쪽, 그리고 남쪽의 일부를 성벽이 에워싸고 있었다. 현존하는 다마스쿠스 성문은 모두 일곱 개다. 가장 오래된 곳은 로마 시대까지도 거슬러 올라간다. 성벽 북쪽에서 시계 방향으로
- 바브 알 파라즈(Bab al-Faraj, 구원의 문)
- 바브 알 파라디스(Bab al-Faradis, 과수원의 문)
- 바브 알 살람(Bab al-Salam, 평화의 문) - 이상 세 곳은 옛 시가 북쪽에 있다.
- 바브 토우마(Bab Touma, 도마의 문) - 북동쪽 모퉁이에 있으며, 같은 이름의 크리스천 구역으로 통하고 있다.
- 바브 샤르퀴(Bab Sharqi, 동문) - 동쪽 벽에 있으며, 로마 시대에 설계된 것 가운데 남아 있는 유일한 것이다.
- 바브 키산(Bab Kisan) – 남동쪽에 있으며, 사도 파울로스가 이곳에서 줄 달린 바구니를 타고 성벽을 내려가 다마스쿠스를 탈출했다고 하는 전설이 있다. 현재는 폐쇄되어 있고, 이 고사를 기념하는 교회가 그 장소에 세워져 있다.
- 알 바브 알 사귀르(al-Bab al-Saghir, 작은 문) - 남쪽에 있다.

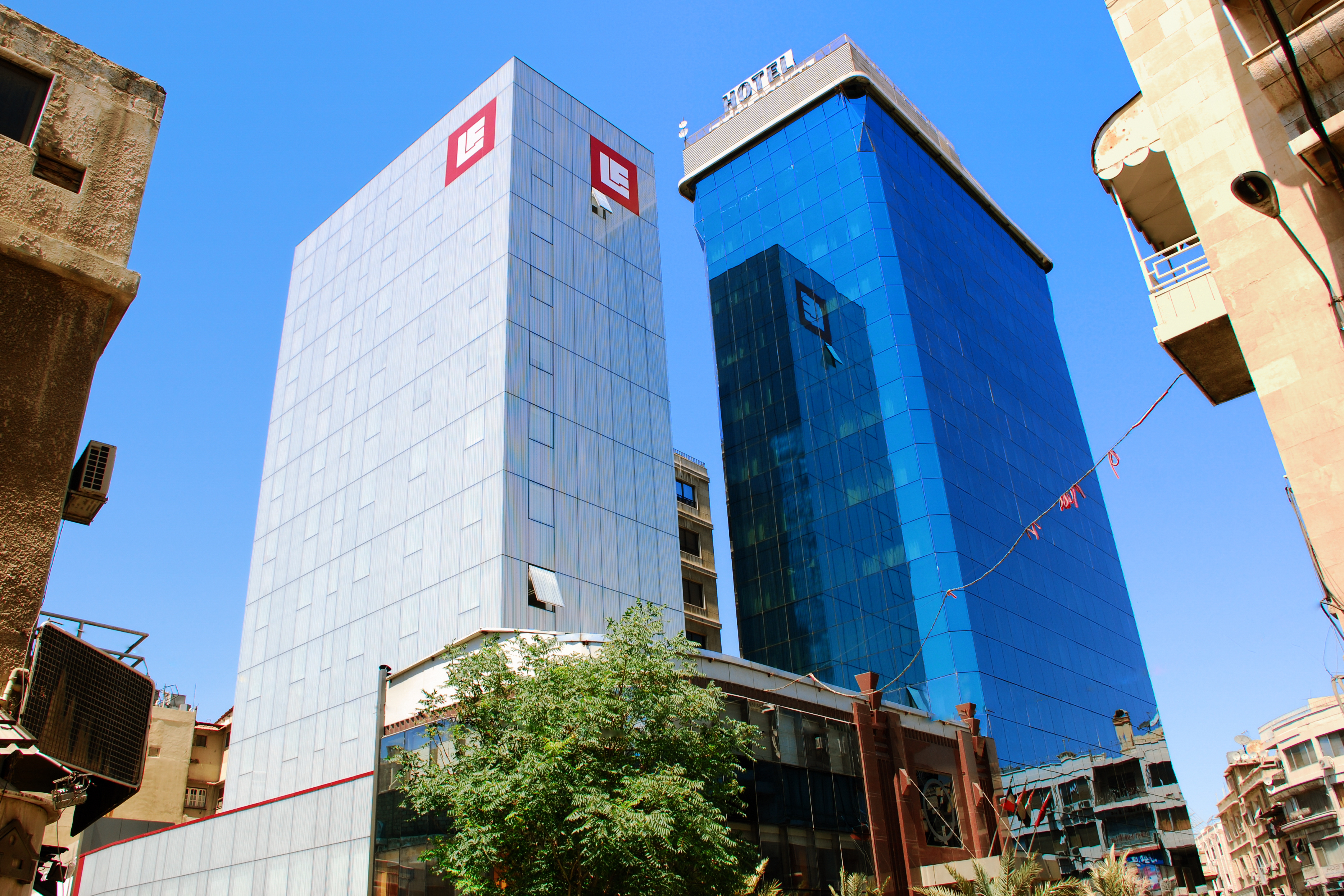
다마스쿠스의 비즈니스 지구에 있는 알 샤르크 은행과 부르타와 호텔

나아가 아 파라즈 대문(Bab a-Faraj)과 알 파라이디스 대문(Bab al-Faraidis), 수크(시장) 미드하트 파샤로 들어가는 입구에 있는 알 자비야 대문(Bab al-Jabiya)과 수크(시장) 알 하미디야(al-Hamidiyya)의 입구에 가까운 알 바리드 대문(Bab al-Barid)는 과거에는 수쿠로 가는 입구의 구역을 가리켰고, 다마신이라는 이름으로 불린다. 성벽 밖에 있는 두 구역 또한 「바브」(문)이라는 이름을 갖고 있다. 이밖에 모우살라 대문(Bab Mousalla)와 스레이자 대문(Bab Sreija)도 있는데 모두 성벽 바깥의 남서쪽에 있다.

## 교통
다마스쿠스 국제공항으로 중동이나 아시아, 유럽 각국으로 이어진 항로를 갖고 있다. 이 다마스쿠스 국제공항은 시리아 아랍 항공의 허브 구실을 해왔다.

## 자매도시
- 아르메니아 - 예레반

## 같이 보기
- 위험에 처한 세계유산

## 참고 자료
- 이 문서에는 다음커뮤니케이션(현 카카오)에서 GFDL 또는 CC-SA 라이선스로 배포한 글로벌 세계대백과사전의 내용을 기초로 작성된 글이 포함되어 있습니다.